# Osby kyrka
Osby kyrka är en kyrkobyggnad i Osby. Den är en av två kyrkor i Osby-Visseltofta församling i Lunds stift.
Kyrkan rymmer numera omkring 700 personer.

## Kyrkobyggnaden
Kyrkan är uppförd i sten. Koret och absiden är från slutet av 1100- eller början av 1200-talet.
År 1701 tillbyggdes en korsarm i norr och 1769–1770 en i söder. År 1834 revs det gamla långhuset och ersattes med det nuvarande som blev betydligt större. Samtidigt tillkom det kvadratiska västtornet. Kyrkan rymde då mer än 1400 personer. Invigning skedde den 21 augusti 1840 av biskop Wilhelm Faxe.
Åren 1934–1935 restaurerades kyrkan under ledning av domkyrkoarkitekt Eiler Græbe, varvid korpartiet återställdes i sitt medeltida skick. Den 29 juni 1934 invigde biskop Edvard Magnus Rodhe kapellet. År 1938 försågs det med ett tegelstensaltare och ett triumfkrucifix, målat av konservator Osvald Owald. Detta S:t Petri kapell har ingångar på båda sidor om altaret.  På den dåvarande kyrkoherden Gunnar Rosendal initiativ placerades altaret i S:t Petri kapell fristående från väggen så att prästen kunde stå vänd mot församlingen under mässan, versus populum. Detta är det tidigaste exemplet i Sverige på denna altarplacering.
Kyrkan har tegeltak, förutom tornet och absiden som har kopparplåt. På läktaren finns ett mindre museum, där man bland annat förvarar dopfuntens baldakin, en klockarstol från början av 1700-talet och en mässhake från 1785.

## Inventarier
- Altartavlan är målad 1934 av Olle Hjortzberg och har en klassicerande inramning. Den föreställer Kristus och emmauslärjungarna, den s.k. "Kvällsvarden i Emmaus". Den donerades till kyrkan av ägarna till företaget Brio, bröderna Viktor, Anton och Emil Ivarsson. Dock dröjde det till 1940 innan altartavlan sattes upp.
- Predikstolen till vänster i kyrkorummet är daterad till 1593. Den är gjord av ek och är rikt snidad. Kyrkan har även haft en centralt placerad altarpredikstol från 1834 fram till 1930-talet.
- Dopfunten är från 1600-talet och står till höger i koret.
- Dopfatet i brun mässing är daterad till 1652. På grund av stöldrisk är den endast framtagen vid dop.
- Additionsaltartavlan fanns över altaret i medeltidskyrkan och hänger nu på norra långhusväggen.
- Längst fram på södra långhusväggen hänger en allegorisk oljemålning från 1700-talet.
- En stor brudkrona i förgyllt silver är gjord av Conrad Kampf och inköptes år 1700.
- Det finns en ljuskrona från 1707 och en från 1709. Båda är tillverkade på Skultuna bruk.
- Yngve Lundström är upphovsman till fönstermålningar utförda 1925. De visar Jesu dop i Jordanfloden och Jesu uppståndelse.
- Av de tre kyrkklockorna är den minsta klockan från 1725, lillklockan från 1776 och den stora från 1793.

### Orgel
- 1707 byggde Johan Georg Amdor, Ystad en orgel med 9 stämmor. Orgeln såldes 1861 till Östra Ljungby kyrka.
- 1859 byggde Johan Nikolaus Söderling, Göteborg en orgel med 18 stämmor.
- 1908 byggde Olof Hammarberg, Göteborg en orgel.
- Den nuvarande orgeln byggdes 1960 av A. Mårtenssons Orgelfabrik AB, Lund och är placerad på västra läktaren. Fasaden är från 1859 års orgel. Orgeln har mekanisk traktur och elektrisk registratur. Den har även fria och fasta kombinationer.

| Huvudverk I   | Öververk II   | Svällverk III     | Pedal         | Koppel |
| Borduna 16´   | Gedackt 8´    | Hålflöjt 8'       | Principal 16´ | I/P    |
| Principal 8´  | Principal 4'  | Salicional 8'     | Subbas 16'    | II/P   |
| Rörflöjt 8'   | Flöjt 4'      | Principal 4'      | Oktava 8'     | III/P  |
| Oktava 4'     | Svegel 2'     | Rörpommer 4'      | Gedackt 8'    | II/I   |
| Täckflöjt 4'  | Sifflöjt 1'   | Blockflöjt 2'     | Oktava 4'     | III/I  |
| Kvinta 2 2/3' | Cymbel 3 chor | Kvinta 1 1/3'     | Mixtur 3 chor |        |
| Oktava 2'     | Rankett 16'   | Oktava 1'         | Basun 16'     |        |
| Mixtur 5 chor | Vox humana 8' | Mixtur 4 chor     | Clairon 4'    |        |
| Trumpet 8'    | Tremulant     | Oboe 8'           |               |        |
|               |               | Trumpetregal 4'   |               |        |
|               |               | Crescendosvällare |               |        |